# Secretaría General de Financiación Autonómica y Local
La Secretaría General de Financiación Autonómica y Local (SGFAL) de España es el órgano directivo del Ministerio de Hacienda al que le corresponde la dirección, el impulso y la coordinación de las competencias atribuidas al Departamento en materia de relaciones financieras con las comunidades autónomas, las ciudades con Estatuto de Autonomía y las entidades que integran la Administración Local.
Es el órgano directivo que mayor asignación presupuestaria posee en el Departamento de Hacienda, gestionando más del 80% del presupuesto total del Ministerio.

## Historia
La Secretaría General se crea por primera vez a finales de 2011, cuando el Ministerio de Política Territorial y Administración Pública se suprime y sus competencias se integran en el nuevo Ministerio de Hacienda y Administraciones Públicas. Este departamento poseía una Secretaría de Estado de Administraciones Públicas y, debido a su gran ámbito competencial, se crea un órgano intermedio con rango de subsecretaría para la coordinación de las relaciones con los distintos entes territoriales.
Este órgano recibió la denominación de Secretaría General de Coordinación Autonómica y Local y, en principio, poseyó como órganos directivo, la Dirección General de Coordinación de Competencias con las Comunidades Autónomas y las Entidades Locales y diversas subdirecciones generales. La Secretaría General asumía todas las competencias relativas a las relaciones económico-financiares entre el Estado y las distintas administraciones territoriales, mientras que la Dirección General asumía las relaciones institucionales, lenguas cooficiales, la gestión de algunos programas de fondos europeos, el seguimiento de las competencias legislativas y reglamentarias de dichas administraciones, así como el régimen de traspasos competenciales.
El cambio más relevante se produce en 2016. En noviembre de ese año, la Secretaría General se renombra como Secretaría General de Financiación Autonómica y Local y únicamente mantiene sus subdirecciones generales, pues la Dirección General se transfiere al Ministerio de la Presidencia. En 2020 volvió a tener una dirección general, esta vez encargada de todas las funciones económicas y presupuestarias.

## Estructura y funciones
De la Secretaría General dependen los siguientes órganos, a través de los cuales ejerce sus funciones:
- La Dirección General de Estabilidad Presupuestaria y Gestión Financiera Territorial.
- La Subdirección General de Estudios Financieros Autonómicos, a la que le corresponde ejercer la Secretaría del Consejo de Política Fiscal y Financiera de las Comunidades Autónomas, así como el apoyo, asesoramiento y asistencia técnica a dicho Consejo, y las relaciones con otros órganos de coordinación entre la Administración General del Estado y las comunidades autónomas en el ámbito de competencias de la Secretaría General; el estudio, informe y propuesta de las normas y medidas relativas a la financiación de las comunidades autónomas, así como la elaboración de estudios sobre la aplicación del sistema de financiación de comunidades autónomas y los aspectos económicos y financieros de las comunidades autónomas; y las labores de apoyo, asesoramiento y asistencia técnica al Comité Técnico Permanente de Evaluación y a otros órganos en el ámbito del análisis o modificación del Sistema de financiación de las comunidades autónomas.
- La Subdirección General de Relaciones Tributarias con las Comunidades Autónomas, a la que le corresponde el estudio, informe y propuesta de normas y medidas relativas al régimen tributario de las comunidades autónomas, y a los regímenes tributarios especiales por razón del territorio, sin perjuicio de las competencias de la Dirección General de Tributos; así como la aplicación de los aspectos tributarios de los regímenes de Concierto con la Comunidad Autónoma del País Vasco y Convenio con la Comunidad Foral de Navarra.
- La Subdirección General de Estudios Financieros de Entidades Locales, a la que le corresponde la Secretaría de la Subcomisión de Régimen Económico, Financiero y Fiscal de la Comisión Nacional de Administración Local, y las relaciones con otros órganos de coordinación entre la Administración General del Estado y las entidades locales en el ámbito de competencias de la Secretaría General no atribuidas expresamente a la Dirección General de Estabilidad Presupuestaria y Gestión Financiera Territorial; la elaboración de estudios, informes y propuestas de normas y medidas sobre el sistema y los mecanismos de financiación local y el régimen presupuestario y financiero de las entidades locales, así como la evacuación de consultas en relación con dicho régimen; la elaboración de informes, previsiones y estadísticas, incluyendo el tratamiento de los datos económico-financieros y tributarios de las entidades locales, y la definición de los contenidos de las publicaciones relacionadas con aquella información que se llevará a cabo por la Secretaría General Técnica; el análisis y actuaciones que procedan respecto de la información enviada por las entidades locales, sobre sus entidades y organismos vinculados o dependientes, para el desarrollo de las competencias atribuidas a la Secretaría General en el marco de la normativa presupuestaria; y la definición de los contenidos, condiciones, formularios, requisitos técnicos, plazos de suministro de la información económico-financiera que deben suministrar las comunidades autónomas y entidades locales establecida en la normativa de estabilidad presupuestaria, así como la realización de las advertencias de su incumplimiento y la propuesta de adopción de las medidas correspondientes, sin perjuicio de la captura material de dicha información por la Central de Información Económico-Financiera.
- La Subdirección General de Sistemas y Aplicaciones para la Financiación Territorial, a la que le corresponde, en el ámbito de la SGFAL, el diseño y mantenimiento de los sistemas informáticos y la elaboración de las propuestas de adquisición de bienes y servicios informáticos; el mantenimiento y actualización de contenidos de las Oficinas Virtuales de Coordinación Financiera con las comunidades autónomas y entidades locales, así como la asistencia y apoyo informático a usuarios de las aplicaciones de la Secretaría General; y el diseño de aplicaciones de tratamiento de la información económico-financiera y de gestión de la financiación de las Administraciones Territoriales, la implantación de herramientas para la mejora de la toma de decisiones, así como la gestión mediante la mejora continua y la monitorización de la seguridad de la información.
- El Gabinete Técnico, como órgano de apoyo y asistencia inmediata al secretario general.

## Presupuesto
La Secretaría General de Financiación Autonómica y Local tiene un presupuesto asignado de 16 008 898 700 € para el año 2023. De acuerdo con los Presupuestos Generales del Estado para 2023, la SGFAL participa en un único programa:
| N.º Programa                               | Programa                                                          | Dotación         | Ref.  |
| ------------------------------------------ | ----------------------------------------------------------------- | ---------------- | ----- |
| 922N                                       | Coordinación y relaciones financieras con los Entes Territoriales | 16 008 898 700 € | [ 7 ] |
| Total presupuesto de la Secretaría General | Total presupuesto de la Secretaría General                        | 16 008 898 700 € |       |

## Titulares
- Enrique Ossorio (31 de diciembre de 2011-6 de octubre de 2012)
- Rosana Navarro Heras (6 de octubre de 2012-19 de noviembre de 2016)
- Belén Navarro Heras (3 de diciembre de 2016-23 de junio de 2018)[8]
- Diego Martínez López (23 de junio de 2018-19 de febrero de 2020)[9]
- Inés Olóndriz de Moragas (19 de febrero de 2020-presente)[10]